# パット・マッケイブ (ラグビー選手)

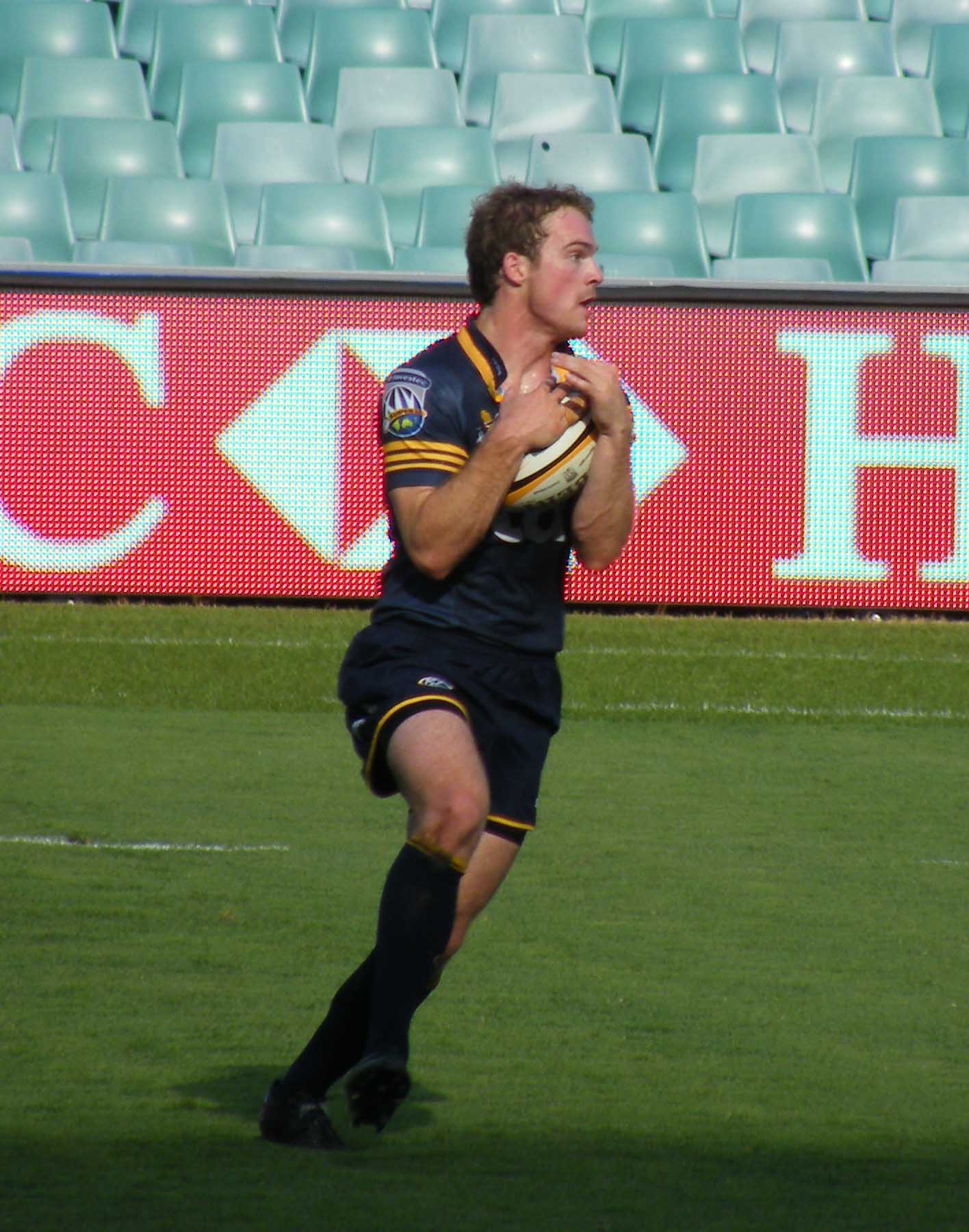
パット・マッケイブ

パット・マッケイブ（Pat McCabe 1988年3月21日 - ）は、オーストラリア出身の元ラグビーユニオン選手。ポジションはフルバック、ウィング、アウトサイドセンター。
ニューサウスウェールズ州のクラブラグビー選手権シュート・シールド(The Shute Shield)に参加するワリンガ(Warringah)に所属した。

## 人物
1988年3月21日、シドニーで生まれる。

本名は	Patrick Joseph McCabe。
身長186cm、体重92kg。

## キャリア
セント・アロイシウス・カレッジ卒業、マッコーリー大学に進学。2006年、ワラターズのディベロップメントチームの欧州ツアーに参加する。
2007年、混成チームのウェスタンシドニー・ラムズ(Western Sydney Rams)に入り、オーストラリア・ラグビー・チャンピオンシップ(Australian Rugby Championship)に出場、チームは優勝する(この大会は2007年のみの開催)。同年、ラグビーオーストラリア19歳以下代表に選出される。
2009年、スーパー14(現スーパーラグビー)のブランビーズのトレーニングチームに入り、7〜8月のフランスツアーで'Player of the Tour'の活躍を見せ、翌2010年、フルタイムスコッド(トップチーム)に昇格する。
2010年、コモンウェルス大会のセブンス代表に選ばれるも怪我により欠場。同年、ワラビーズに初選出、イタリア戦で代表デビュー。2011年、ワールドカップのオーストラリア代表に選出された。
しかし首の骨折により2014年、現役を引退した。

## リンク
- Wallabies Profile